# Щиголь (роман)
«Щиголь» (англ. The Goldfinch) — третій роман американської письменниці Донни Тарт, уперше опублікований у 2013 році в Сполучених Штатах Америки.
Роман «Щиголь» приніс письменниці Пулітцерівську премію 2014 року, медаль Ендрю Карнеґі за видатні досягнення в художній літературі та місце в сотні найвпливовіших людей світу 2014 року за версією журналу «Тайм», увійшов до списків «National Book Critics Circle Award» та «Baileys Women's Prize for Fiction».

## Анотація
Тео Декер — реальний, а не казковий хлопчик, що вижив. Друг кличе його Поттером, та це звучить гіркою іронією. Єдине диво у житті хлопця, чия мати загинула під час теракту в музеї, — украдена з галереї картина з яскравою пташкою: щиглем, назавжди прикутим до жердини. Та на відміну від птаха, Тео не бачить сенсу вирватися з полону свого життя-катастрофи. Події, які вирують навколо нього, дивовижний і жорстокий світ — лише тло для історії його душі, зацикленої на жахливому моменті дитинства. І єдине, що здатне повернути його до розуміння абсолютної цінності життя, — це безсмертна краса тих небагатьох речей, які варто рятувати навіть з полум'я.

## Переклади українською
- Донна Тартт. Щиголь. Переклад з англійської: Віктор Шовкуна. Харків: КСД, 2016. 816 стор. ISBN 978-617-12-0838-4